# Pita Ahki
Ne doit pas être confondu avec Bundee Aki.

a Compétitions nationales et continentales officielles uniquement.

b Matchs officiels uniquement.
Dernière mise à jour le 15 octobre 2024.
Pita Ahki, né le 24 septembre 1992 à Auckland, est un joueur néo-zélandais d'origine tongienne et samoane de rugby à XV et de rugby à sept évoluant au poste de centre au Stade toulousain depuis 2018.
Il commence sa carrière en Nouvelle-Zélande, où il est dans un premier temps sélectionné avec l'équipe des Tonga des moins de 20 ans, avant de changer et de jouer pour l'équipe de Nouvelle-Zélande de moins de 20 ans. Il joue aussi en Super Rugby avec d'abord les Blues, puis les Hurricanes. En parallèle, il est international néo-zélandais à sept. Il quitte ensuite son pays natal en 2017 pour rejoindre l'Europe et joue une saison au Connacht. Une année plus tard, il est recruté par le Stade toulousain où il s'impose comme l'un des joueurs les plus importants de l'équipe, avec qui il remporte le championnat de France en 2019, 2021, 2023, 2024 et 2025 ainsi que la Coupe d'Europe en 2021 et 2024.

## Biographie

### Jeunesse et formation
Pita Ahki naît le 24 septembre 1992, à Auckland, en Nouvelle-Zélande, d'une mère tongienne et d'un père samoan.
Il étudie et joue au rugby à XV à la Kelston Boys' High School (en), puis est recruté par North Harbour à l'âge de 18 ans en 2011. La même année, il joue avec l'équipe des Tonga des moins de 20 ans,. Il participe au championnat du monde junior 2011, où il joue cinq matchs, tous en tant que titulaire, et marque un essai,.
L'année suivante, en 2012, il change de nationalité sportive et choisit de représenter la Nouvelle-Zélande, son pays de naissance, pour le championnat du monde junior 2012,,. Il y joue cinq matchs, dont trois titularisations. Les siens se qualifient jusqu'en finale où ils affrontent l'Afrique du Sud. Pour cette rencontre, Pita Ahki est titulaire au poste d'ailier, mais les Baby Blacks sont finalement battus 16 à 22.

### Début de carrière (2011-2018)
Pita Ahki joue le premier match de sa carrière le 1er août 2011, avec North Harbour, face à Manawatu en championnat des provinces néo-zélandaises. Son équipe est battue 32-21. Pour sa première saison professionnelle, il ne joue que cinq matchs, dont deux titularisations et n'inscrit pas de points. Il est ensuite conservé par son équipe pour la saison 2012.
Ses performances avec North Harbour lui permettent de s'engager avec la province de Super Rugby des Blues qu'il intègre en 2013 et joue quelques matchs de présaison avec eux cette même année. Toutefois, il ne participe pas à la saison régulière. Durant cette saison, Pita Ahki aurait pu rejoindre les Chiefs qui cherchaient un remplaçant à Richard Kahui, blessé, mais le transfert ne s'est finalement pas fait.
Il est de nouveau nommé dans l'effectif des Blues pour la saison 2014 du Super Rugby, où l'on retrouve notamment ses futurs coéquipiers à Toulouse : Charlie Faumuina et Jerome Kaino,. Il joue le premier match de Super Rugby de sa carrière le 8 mars 2014, à l'occasion de la quatrième journée de la compétition, contre les Sud-Africains des Bulls. Il commence la rencontre sur le banc des remplaçants avant d'entrer en jeu en seconde période et de marquer un essai. Ce n'est cependant pas suffisant pour donner la victoire à son équipe qui s'incline 38 à 32,. Il joue au total neuf matchs inscrivant deux essais pour sa première saison dans cette compétition. Il est ensuite conservé pour la saison 2015 de Super Rugby,. Il ne joue que quatre matchs avant d'être victime d'une blessure aux ischios-jambiers mettant fin à sa saison,.
De 2012 à 2016, en parallèle de sa carrière en rugby à XV, Pita Ahki joue également avec l'équipe de Nouvelle-Zélande de rugby à sept avec qui il participe notamment aux World Rugby Seven Series et aux Jeux du Commonwealth 2014, où il décroche la médaille d'argent à la suite d'une défaite en finale face à l'Afrique du Sud (12-17),.
Il quitte les Blues en 2016 pour s'engager avec les Hurricanes à la suite des départs de Conrad Smith, Ma'a Nonu et Rey Lee-Lo,. Cependant, la forte concurrence à son poste ainsi que de nombreuses blessures, l'empêchent d'obtenir du temps de jeu. Il n'y joue au total qu'un seul match.
Après une saison de Mitre 10 Cup en 2017 sous ses nouvelles couleurs de Waikato, il s'engage en octobre 2017 avec la province irlandaise du Connacht qui évolue en Pro12, afin de pallier les futures absences de Bundee Aki, devenu éligible pour représenter l'Irlande. Il joue son premier match en Europe fin novembre 2017, lors de la neuvième journée de Pro12, contre Cardiff, lorsqu'il entre en jeu à la 58e minute à la place d'Eoin Griffin (en). Il ne joue finalement que sept matchs avec sa nouvelle équipe à cause de blessures aux genoux.

### Stade toulousain (depuis 2018)

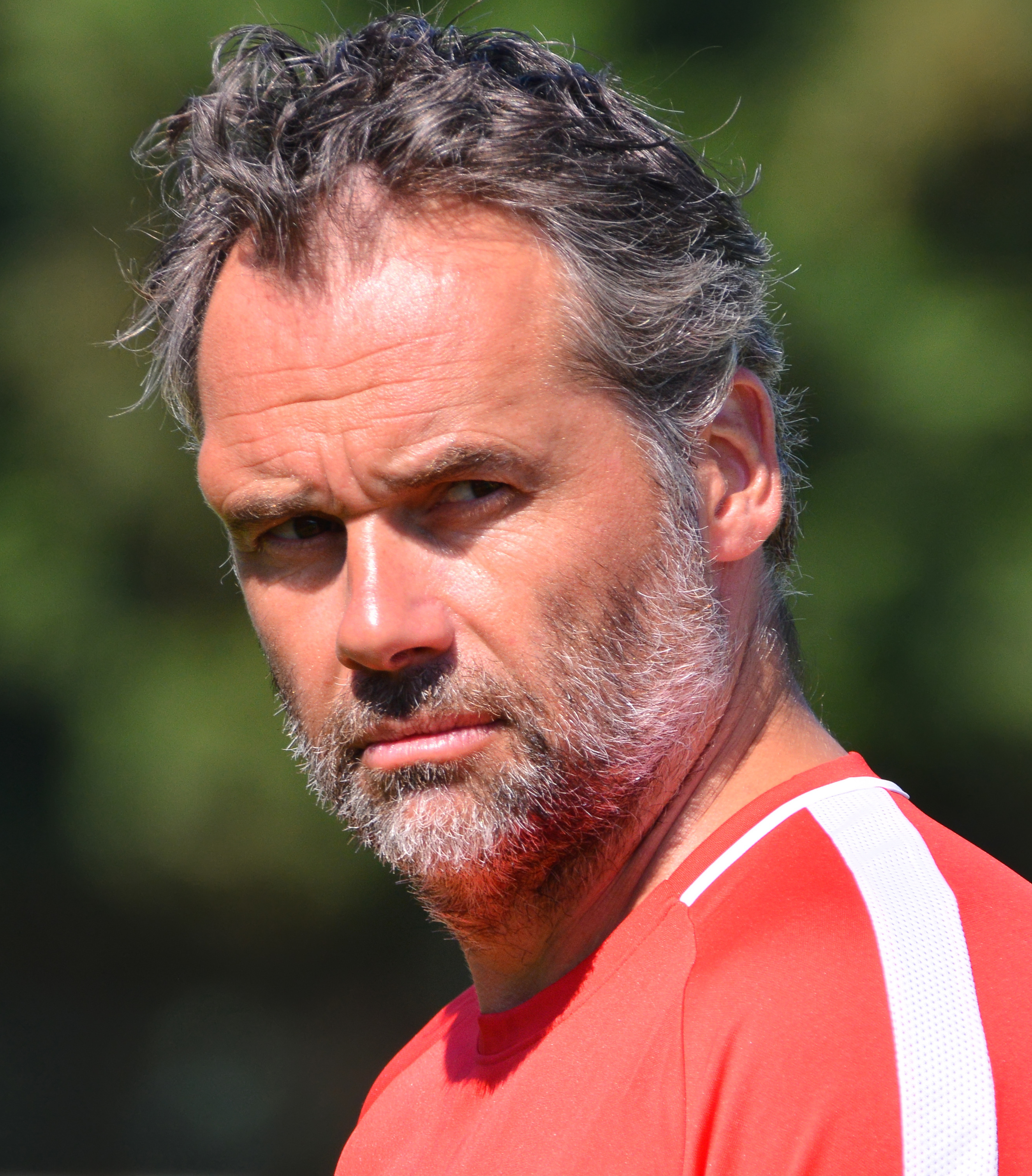
Ugo Mola, ici en 2018, est l'entraîneur de Pita Ahki depuis 2018.

#### Champion de France en 2019
En mars 2018, Didier Lacroix, le président du Stade toulousain, annonce officiellement la signature de Pita Ahki au club à partir de la saison 2018-2019. Il arrive pour renforcer le centre de l'attaque toulousaine après les départs de Florian Fritz, Yann David et Gaël Fickou. Il arrive à Toulouse en tant que joueur de complément en non pas pour être titulaire, puisqu'il sort d'une grave blessure au genou survenue en Nouvelle-Zélande et d'une saison à seulement sept matchs joués en Irlande,.
Il joue son premier match avec sa nouvelle équipe dès la troisième journée de Top 14, le 8 septembre 2018 face au Stade rochelais. Il commence la rencontre sur le banc des remplaçants avant d'entrer en jeu en seconde période à la place de Romain Ntamack. Jouant peu en première partie de saison, il s'impose finalement dans le XV de départ toulousain durant la période de doublons liée au Tournoi des Six Nations 2019, où de nombreux internationaux sont absents. Il forme notamment une paire de centre très efficace avec Sofiane Guitoune,. C'est aussi à cette période que son club décide de prolonger son contrat de deux ans, soit jusqu'en 2021,. Pour sa première saison en France, il joue 23 matchs toutes compétitions confondues dont 15 en tant que titulaire et inscrit deux essais. Il est alors l'une des révélations à son poste en Top 14. Il participe à la qualification de Toulouse en finale du Top 14 en battant le Stade rochelais dans une demi-finale où il est titulaire. Le 15 juin 2019 il est de nouveau titulaire au centre, aux côtés de Guitoune, lors de la finale contre l'ASM Clermont. Le Stade toulousain s'impose 24 à 18 et remporte le Bouclier de Brennus. Il s'agit du premier titre de la carrière de Pita Ahki.

#### Champion d'Europe et de France en 2021
Après une saison 2019-2020, jouée en tant que titulaire au poste de centre malgré la forte concurrence (Belan, Fouyssac, Guitoune, Holmes, Mermoz, Ntamack ou Tauzin), arrêtée prématurément à cause de la pandémie de Covid-19, il conserve sa place de titulaire durant la saison 2020-2021,. Il devient même un leader, un joueur indispensable et clé de cette équipe toulousaine et prolonge donc son contrat jusqu'en 2024. Cette saison, Pita Ahki et le Stade toulousain réalisent un sans faute en Coupe d'Europe, et éliminent le Munster, Clermont puis l'UBB, avant d'affronter le Stade rochelais en finale. Face aux Rochelais, il est titulaire au centre avec l'Argentin Juan Cruz Mallía et joue toute la rencontre,. Les Toulousains s'imposent 22 à 17 et remportent leur cinquième titre dans la compétition,. En Top 14, il joue 20 matchs dont la demi-finale gagnée face à l'Union Bordeaux Bègles et la finale face au Stade rochelais, pour la seconde fois de la saison. En finale, il est une fois de plus titulaire au centre, accompagné par Santiago Chocobares. Toulouse s'impose une nouvelle fois, sur le score de 18 à 8 et Pita Ahki remporte son deuxième titre de la saison, le troisième de sa carrière.
La saison suivante, en 2021-2022, malgré la très forte concurrence à son poste venant de Guitoune, Chocobares, Mallía, et Pierre Fouyssac, Pita Ahki joue tout de même 18 matchs de Top 14 et 6 de Coupe d'Europe, malgré une opération du genou en février 2022, l'écartant des terrains durant deux mois,. Son club échoue cependant dans les deux compétitions en demi-finale.
Après plusieurs saisons durant lesquelles il réalise des performances de très haut niveau avec Toulouse, il rêve de jouer au niveau international. À l'été 2022, il est alors en contact avec plusieurs équipes nationales et espère devenir éligible pour jouer avec les Samoa, le pays de son père, ayant pour ambition de jouer la Coupe du monde 2023. Jouant en France, il ne peut pas prétendre pouvoir jouer avec la Nouvelle-Zélande, son pays de naissance.

#### Champion de France puis premières capes avec les Tonga en 2023
Pour la saison 2022-2023, Pita Ahki est le seul centre considéré comme titulaire indiscutable et Pierre-Louis Barassi, Guitoune, Chocobares et Mallía se partagent l'autre place dans le XV de départ. Il manque quasiment toute la première partie de saison car il se fait opérer du genou pour soigner une gêne qu'il éprouvait depuis longtemps. Il fait son retour à la compétition début décembre 2022, lors de la douzième journée de championnat face à l'USAP. À partir de ce moment il retrouve sa place de titulaire et le quitte plus jusqu'à la fin de la saison. En Champions Cup le Stade toulousain est encore une fois éliminé en demi-finale par le Leinster sur le score de 41 à 22, malgré un essai d'Ahki, son seul de la saison. Toutefois, en championnat, les Toulousains éliminent le Racing 92 en demi-finale et se qualifie donc pour la finale où ils affrontent le Stade rochelais. Pour cette rencontre, Pita Ahki est titulaire au centre en compagnie de Chocobares et joue toute la partie. Dans un match très serré, Toulouse s'impose en fin de match et l'emporte 29 à 26,. Pita Ahki remporte donc le Bouclier de Brennus pour la troisième fois de sa carrière.
À l'issue de cette saison, en juin 2023, il est sélectionné pour la première fois avec l'équipe des Tonga pour les deux matchs de préparation à la Coupe du monde 2023, face aux Fidji et au Japon,. Le 14 juillet 2023, il obtient sa première cape lors d'un match amical face à l'Australie A. Il est titulaire au centre accompagné par Malakai Fekitoa et les Tongiens l'emportent sur le score de 27 à 21,.
Au cours de la saison 2023-2024, alors que son contrat arrivait à son terme en fin de saison, Pita Ahki prolonge son contrat de deux saisons supplémentaires avec le Stade toulousain, malgré les nombreuses sollicitations venant notamment de l'Union Bordeaux Bègles et de l'étranger.

#### Champion d'Europe et de France en 2024
Le 25 mai 2024, il est titulaire avec le Stade toulousain en finale de la Champions Cup au Tottenham Hotspur Stadium de Londres face au Leinster. Blessé en début de match, il doit céder sa place dès la 24e minute à Santiago Chocobares. Les Toulousains s'imposent 31 à 22 après les prolongations face aux irlandais et remportent ainsi le 6e titre de champions d'Europe du club.
Un mois plus tard, il est de nouveau titulaire en finale du Top 14, organisée exceptionnellement au Stade Vélodrome de Marseille, contre l'Union Bordeaux Bègles. Les Toulousains l'emportent 59 à 3, plus large score de l'histoire en finale du championnat de France.

## Palmarès

### En club
- Stade toulousain
  - Vainqueur du Championnat de France en 2019, 2021, 2023, 2024 et 2025
  - Vainqueur de la Coupe d'Europe en 2021 et 2024.

### En sélection
- Nouvelle-Zélande -20
  - Finaliste de la Coupe du monde junior en 2012.
- Nouvelle-Zélande à sept
  - Finaliste des Jeux du Commonwealth en 2014.

## Vie privée
Pita Ahki est marié depuis 2017 avec Kayla McAlister, joueuse de rugby à sept, élue meilleure joueuse du monde de rugby à sept en 2013 et sœur cadette de Luke McAlister. Ils ont deux filles Stella et Camille.